# 茨城県道・栃木県道190号境間々田線
茨城県道・栃木県道190号境間々田線（いばらきけんどう・とちぎけんどう190ごう さかいままだせん）は、茨城県猿島郡境町から栃木県小山市に至る一般県道である。古河市内において一部県道指定が途切れている区間がある他、終点付近は狭隘区間となっており、県道にもかかわらず一時停止が連続している。

## 概要
- 起点：茨城県猿島郡境町大字塚崎字前原3525番6地先（国道354号交点＝塚崎南交差点）[1]
- 終点：栃木県小山市乙女（国道4号交点）
- 総延長： km（茨城県区間：12.987 km[2]、栃木県区間： km）
- 重用延長：*.* km（茨城県区間：0.704 km[2]、栃木県区間：*.* km）
- 未供用延長：なし（茨城県区間：0.0 km[2]、栃木県区間：*.* km）
- 実延長：17.128 km（茨城県区間：12.283 km[2]、栃木県区間：4.845 km[3]）
- 自動車交通不能区間延長[注釈 1]：*.* km（茨城県区間：0.0 km[2]、栃木県区間：*.* km）

## 歴史
1959年（昭和34年）10月14日、新たな県道として茨城県猿島郡境町を起点とし、栃木県下都賀郡間々田町を終点とする区間を本路線として茨城県が県道路線認定した。1995年（平成7年）に整理番号190に変更されて現在に至る。

### 年表
- 1959年（昭和34年）10月14日
  - 茨城県より県道境間々田線（図面対照番号244）として路線認定[4]。
  - 茨城県内の道路区域は、猿島郡境町大字塚崎の主要地方道古河岩井線（現、国道354号）分岐から県界猿島郡総和村大字小堤までと決定された[5]。
- 1964年（昭和39年）7月3日：車両制限令第5条1項[注釈 2]に基づく指定（路線対象番号244 境間々田線：古河岩井線分岐点 - 栃木県界）を受ける[6]。
- 1987年（昭和62年）12月21日：猿島郡総和町大字高野 - 同郡境町大字横塚にバイパス（650m）が開通[7]。
- 1990年（平成2年）9月20日：総和町大字北利根 - 大字久能のバイパス（939m）を供用開始[8]。
- 1994年（平成6年）11月28日：総和町大字高野 - 境町大字横塚 - 総和町大字久能の旧道（1.276km）が指定解除により町道に降格する[9]。
- 1995年（平成7年）3月30日：茨城県区間において、整理番号が整理番号300から現在の番号（整理番号190）に変更される[10]。
- 2000年（平成12年）4月20日：境町大字塚崎地内の国道354号バイパス区間の国道指定解除に伴い、同区間（塚崎南交差点 - 境西高北交差点 - 静小入口：2.21km）を本県道路線に編入。路線が延長される[1]。
- 2001年（平成13年）3月1日：茨城県猿島郡総和町高野 - 同郡同町小堤の区間を、通行する車両の最大重量限度25トンの道路に指定[11]。
- 2005年（平成17年）7月29日：境町大字塚崎（境西高北交差点 - 塚崎南交差点）を供用開始[12]。
- 2006年（平成18年）4月6日：猿島郡境町塚崎の一部区間を、通行する車両の最大重量限度25トンの道路に指定[13]。
- 2009年（平成21年）4月1日
  - 猿島郡境町大字塚崎 - 古河市高野の区間を、通行する車両の最大重量限度25トンの道路に指定[14]。
  - 古河市久能の一部区間の重さ指定道路を解除する[15]。
- 2010年（平成22年）4月1日：古河市小堤の区間を、通行する車両の最大重量限度25トンの道路に指定[16]。
- 2020年（令和2年）7月15日：平和・潤島工区のうち、野木町潤島地内の0.4 kmを供用開始[17]。

## 路線状況
道路法の規定に基づき、猿島郡境町塚崎（塚崎南交差点） - 同（特別支援北交差点）間および、古河市高野（高野交差点） - 同市小堤（小堤交差点）間は、緊急輸送道路として機能を維持するため、災害発生時の被害拡大防止を目的に道路用地内に電柱を建てることが制限されている。

### 重複区間
- 国道354号（猿島郡境町塚崎：0.5 km）

## 地理

### 通過する自治体
- 茨城県
  - 猿島郡境町 - 古河市
- 栃木県
  - 下都賀郡野木町 - 小山市

### 交差する道路
- 茨城県
  - 新4号国道（春日部古河バイパス）（古河市高野・高野交差点）
  - 茨城県道56号つくば古河線（古河市久能）
  - 茨城県道250号古河総和線（古河市下大野：重複区間）
  - 国道125号（古河市小堤）
- 栃木県
  - 栃木県道294号東野田古河線（下都賀郡野木町大字佐川野：重複区間）
  - 栃木県道314号佐川野友沼線（下都賀郡野木町大字佐川野）